# Alcanar
Alcanar è un comune spagnolo di circa 10 000 abitanti appartenente alla comunità autonoma della Catalogna e compreso nella comarca del Montsià. Notevole impulso ha avuto negli ultimi decenni il turismo, sia nazionale che internazionale, che ha permesso lo sviluppo della frazione marinara di Les Cases d'Alcanar, convertitasi negli ultimi decenni in una vivace stazione balneare della Costa Daurada.
Il cestista Albert Fontet è nato qui.

## Geografia fisica

### Territorio
È il comune più meridionale della Catalogna e si estende fra Sant Carles de la Ràpita a nord e il fiume La Senia, a sud, e fra il Mar Mediterraneo ad ovest, e il Montsià, rilievo di modesta altitudine che dà il nome alla comarca omonima, ad oriente. Il suo territorio è in parte pianeggiante e in parte collinare e montuoso. La linea litoranea, lunga circa 12 chilometri, è contraddistinta da spiagge di arena o di ciottoli levigati a mezzogiorno e da una costa generalmente rocciosa, nella sua parte centrale e settentrionale, con alcune cale particolarmente suggestive.
Alcanar si articola in due nuclei urbani perfettamente differenziati fra di loro: Alcanar, a 3 o 4 km dalla linea costiera, e la frazione di Les Cases d'Alcanar, che si affaccia sul Mediterraneo. Il primo, più popoloso, è anche capoluogo comunale, mentre il secondo ha una vocazione prevalentemente marinara e turistica ed ha conosciuto negli ultimi decenni un forte sviluppo. A nord di Les Cases d'Alcanar si è sviluppata ultimamente una zona di ville, case sparse e conglomerati residenziali, nota come Alcanar Platja, che si estende lungo la fascia litoranea fino a congiungersi con l'abitato di Sant Carles de la Ràpita, situato a una decina di chilometri di distanza.

### Clima
Alcanar gode di un clima tipicamente mediterraneo, con estati calde, ma non torride, ed inverni miti. La temperatura media annua è di 16,7 °C, con una media del mese più freddo, gennaio, che si avvicina ai 10 °C e una media del mese più caldo, agosto, di 25 °C. Le gelate sono scarse e concentrate nei mesi invernali (con una frequenza media di 3 volte l'anno). Le piogge (500 mm annuali circa in media), sono più abbondanti in primavera e in autunno, mentre le precipitazioni di tipo nevoso sono molto rare e possono prodursi anche a distanza di anni.
| Mese           | Gen  | Feb  | Mar  | Apr  | Mag  | Giu  | Lug  | Ago  | Set  | Ott  | Nov  | Dic  | Anno  |
| -------------- | ---- | ---- | ---- | ---- | ---- | ---- | ---- | ---- | ---- | ---- | ---- | ---- | ----- |
| Tp md mx (°C)  | 14,2 | 15,0 | 16,9 | 18,6 | 22,1 | 25,9 | 28,2 | 28,9 | 25,9 | 22,3 | 18,1 | 14,7 | 20,9  |
| Tp md (°C)     | 9,8  | 10,5 | 12,4 | 14,7 | 18,1 | 22,0 | 24,5 | 25,0 | 21,8 | 18,1 | 13,4 | 10,2 | 16,7  |
| Tp md mn (°C)  | 5,6  | 6,2  | 8,0  | 10,3 | 13,5 | 18,5 | 20,1 | 20,7 | 17,5 | 14,1 | 9,0  | 6,1  | 12,5  |
| Pr md (mm)     | 31,9 | 25,9 | 42,0 | 45,9 | 84,1 | 14,4 | 17,7 | 22,2 | 70,2 | 66,9 | 39,1 | 41,5 | 501,8 |
| Gg. di pioggia | 11   | 8    | 9    | 10   | 8    | 5    | 4    | 4    | 8    | 11   | 8    | 12   | 98    |

## Storia

### Età preromana e romana
Il territorio comunale fu popolato in epoca preromana dagli Iberi, come ci è testimoniato dai resti di un villaggio che fu abitato ininterrottamente da tale popolazione fra il VII e il II secolo a.C., e che è oggi inserito nel Parc Arqueològic de la Moleta del Remei. Di sicuro interesse sono anche i resti di età romana costituiti da un nucleo rurale (villa) scoperto nelle immediate vicinanze del capoluogo comunale e noto come jaciment romà del cementeri (giacimento romano del cimitero). Sul posto sono state rinvenute ceramiche e anfore di varia epoca e procedenza (ispaniche, africane, italiche, greco-italiche, ecc.) prodotte, in parte, nella Tarraconense e nella stessa zona di Alcanar (forni di Benifaillet, Cervera del Maestrat e Tivissa). I reperti più antichi sono di età augustea mentre i più recenti sono di epoca tardo-imperiale, segno evidente che la località fu abitata ininterrottamente fino al IV secolo e forse anche oltre. La presenza di alcuni manufatti di importazione (anfore in particolare) documentano la diffusione, in zona, di modelli economici di sviluppo di origine italica fin dal I secolo dell'era volgare. Si è anche ipotizzata la presenza di un importante cammino litoraneo romano parallelo alla via Augusta (che univa Dertosa a Sagunto) nelle immediate vicinanze della villa. Nella Cronaca medievale del viaggiatore arabo al-Raziz sono infatti menzionate due strade per viaggiare da Tortosa a Valencia, una delle quali costiera.

### Età medievale
La presenza visigota non ha lasciato tracce ad Alcanar mentre a testimonianza della lunga dominazione islamica, che si protrasse per oltre quattro secoli (dal secondo decennio dell'VIII secolo alla metà del XII), sono ancora visibili i resti di due necropoli e di alcune case coloniche.
Il territorio di Alcanar venne liberato dal giogo musulmano, insieme a quello di Tortosa e di altri centri abitati della zona, nel 1148 e annesso alla Corona d'Aragona. Nei primi decenni del secolo successivo fu dato in feudo al Maestro dei Cavalieri Ospitalieri di Amposta, Hug de Forcalquer, che cercò, nel 1238, di incrementare la scarsa popolazione cristiana presente sul luogo attraendo immigranti dalla vicina località di Ulldecona, di cui egli stesso era signore e da cui Alcanar dipendeva. L'impresa fallì, ma un secondo tentativo, ufficializzato nel maggio 1252 mediante un'apposita carta de poblament fu coronato da successo. Il centro abitato di Alcanar era nato ufficialmente.
Nel 1380 Alcanar contava già sessanta famiglie che otto anni più tardi dovettero subire un attacco e un saccheggio da parte dei Mori. Nei decenni e nei secoli successivi si ebbero continue incursioni di pirati dal mare, soprattutto berberi e turchi, e ciò spiega la presenza delle numerose torri edificate lungo la costa, fra cui quella del Moro, del Codonyol e del Sòl de Riu. Il paese fu costretto a dotarsi di una cinta muraria acquistando la fisionomia di una cittadella fortificata.
Nel 1449 Alcanar si rese completamente autonomo da Ulldecona, pur continuando ad essere infeudato ai Cavalieri Ospitalieri.

### Età moderna
Nel XVI secolo, durante il regno di Filippo II, furono rafforzate le fortificazioni costiere, soprattutto quelle del litorale settentrionale nei pressi del golfo dels Alfacs (1566-1571) affinché Alcanar potesse meglio difendersi dalle inscursioni barbaresche. È in questo periodo che venne edificata la chiesa parrocchiale di Sant Miquel d'Alcanar.
Durante la sollevazione della Catalogna (1640-1652) il paese, rimasto fedele agli Asburgo, fu occupato e saccheggiato da truppe catalane e francesi, perdendo gran parte della propria popolazione a causa dello scoppio di un'epidemia di peste portata dalle soldatesche.
Mezzo secolo più tardi, nella Guerra di successione spagnola, Alcanar parteggiò invece per la dinastia francese dei Borbone, spinto probabilmente dai difficili rapporti che intratteneva con alcuni paesi vicini di orientamento filo-asburgico (Ulldecona, Vinaròs e Amposta in particolare), originati da contenziosi di carattere territoriale o relativi alla ripartizione delle acque del fiume La Senia. Un pugno di famiglie locali particolarmente influenti, fra cui anche quella dei Prima, di origine italiana, di Brindisi, riuscì a far prevalere gli interessi locali su quelli nazionali, suscitando violente reazioni da parte dei patrioti catalani. A partire dal 1705, reparti di volontari provenienti dalle comarche limitrofe, i cosiddetti miquelets, saccheggiarono ripetutamente Alcanar prendendo talvolta di mira semplici cittadini soppressi per ritorsione. In una di tali incursioni persero la vita nove uomini e una donna arrestati in strada. Nel novembre del 1707 la quasi totalità della popolazione (150 famiglie circa), terrorizzata per l'approssimarsi in città di un forte contingente filo-asburgico si rifugiò nella roccaforte borbonica di Peñíscola restandovi circa sette mesi. Al termine della guerra (1714) il nuovo re, Filippo V di Borbone, concesse ad Alcanar di potersi fregiare del titolo di fidelissima.